# Maurilia cinereofusca
Maurilia cinereofusca är en fjärilsart som beskrevs av Embrik Strand 1915. Maurilia cinereofusca ingår i släktet Maurilia och familjen trågspinnare. Inga underarter finns listade i Catalogue of Life.